# Günter Haase (Kameramann)
Günter Haase, geboren als Günter Karl Otto Haase (* 18. November 1921 in Berlinchen, Ostprignitz; † 6. Dezember 2001 in Hamburg), war ein deutscher Kameramann.

## Biografie
Der Sohn eines Fischermeisters absolvierte nach seinem Mittelschulabschluss eine filmtechnische Ausbildung bei der Kopieranstalt Afifa in Berlin. Anschließend, von 1939 bis 1944, wurde er von der UFA als Kameraassistent beschäftigt. Nach dem Krieg wirkte Haase bei einer Reihe von Filmen als Kameraassistent (beispielsweise 1954 Helmut Käutners Des Teufels General mit Curd Jürgens) und als einfacher Kameramann, darunter 1955 Walter Reischs Der Cornet – Die Weise von Liebe und Tod und im Jahr darauf bei Käutners Der Hauptmann von Köpenick mit Heinz Rühmann.
Zu dieser Zeit begann Haase gelegentlich auch Filme eigenständig zu fotografieren, zunächst Dokumentationen. Erwähnung in seinem Gesamtwerk verdienen vor allem seine im halbdokumentarischen Aufnahmestil gehaltenen Kameraarbeiten zu Frank Wisbars Kriegsfilm Haie und kleine Fische, Will Trempers reißerisch aufgemachtem DDR-Fluchtdrama Flucht nach Berlin und Jürgen Rolands von der Kritik gepriesenem St. Pauli-Krimi Polizeirevier Davidswache. Für Roland hatte Haase bereits seit 1958 gearbeitet, als er eine beträchtliche Anzahl an Folgen seiner Fernsehserie Stahlnetz, einem veritablen Straßenfeger jener Jahre, fotografierte. Auch diese inhaltlich reißerischen, optisch im nüchternen Reportagestil gestalteten Filme belegen Haases Herkunft vom Dokumentarfilm.
Seine mittlerweile verwaiste Grabstätte liegt auf dem Friedhof Ohlsdorf im Planquadrat E 16, südöstlich von Kapelle 4.

## Filmografie
- 1953: Keine Angst vor Schwiegermüttern
- 1956: Küß mich noch einmal
- 1956: Die Ehe des Dr. med. Danwitz (Kameraführung)
- 1957: Bunte Welt am großen Strom (internat. Dokumentarfilm)
- 1957: Haie und kleine Fische
- 1960: Flucht nach Berlin
- 1961: Beruf oder Job ? (Kurzdokumentarfilm)
- 1961: Gestatten, mein Name ist Cox (TV-Serie)
- 1958–64: Stahlnetz (TV-Serie, 13 Folgen)
- 1964: Nebelmörder
- 1964: Polizeirevier Davidswache
- 1968: Ein Sarg für Mr. Holloway (TV-Film)
- 1969: Josefine, das liebestolle Kätzchen
- 1972: Paganini (TV-Film)
- 1975: Die Rache der Ostfriesen
- 1976: Das Gesetz des Clans (auch Gesamtleitung)
- 1987: Hamburg – Bilder aus einer großen Stadt (TV-Dokumentarfilm)